# Dragiša Brašovan
Dragiša Brašovan, cyr. Драгиша Брашован (ur. 25 maja 1887 we Vršacu, zm. 6 października 1965 w Belgradzie) – serbski architekt, uważany za jednego z najważniejszych architektów z byłej Jugosławii.